# Machimus concinnus
Machimus concinnus är en tvåvingeart som beskrevs av Friedrich Hermann Loew 1870. Machimus concinnus ingår i släktet Machimus och familjen rovflugor. Inga underarter finns listade i Catalogue of Life.